# سعد التمامي
سعد التمامي منولوج [الإنجليزية] وممثل سعودي اشتهر بتقليد الفنانين والمشاهير له مشاركات عديدة في مسرح التلفزيون السعودي والإذاعة كبرنامج أخبار وأشعار وبرنامج بيت العزوبية. اعتزل الفن مبكرا عام 1400 هـ تقريبا وتفرغ لأعماله الخاصة.

## النشأة
ولد التمامي في محافظة المزاحمية بمنطقة الرياض في 5 يناير 1927.

## الحياة المهنية
عمل التمامي في التلفزيون والإذاعة بدءا من عام 1965، حيث اشتهر بتقليده للمشاهير. قدم أغانٍ متنوعة مثل (نهضة حلوة في بلدنا)، (شفت الخالة)، (وش تبون من الخارج)، كما قدم برنامج (بيت العزوبية). ثم اعتزل في عام 1980.

## وفاته
توفي في 16 يوليو 2020 في الرياض، مناهزًا الـ93 عام، وذلك بسبب المرض التنفسي الحاد المرتبط بفيروس كورونا المستجد 2019.